# Canoë-kayak aux Jeux olympiques d'été de 2012 - K1 slalom femmes
Navigation
Pékin 2008 Rio de Janeiro 2016
L'épreuve féminine du K1 des Jeux olympiques d'été 2012 de Londres se déroulera au Lee Valley White Water Centre, du 30 juillet au 2 août 2012.

## Règlement
L'embarcation utilisée pour l'épreuve du K1 est un kayak monoplace.

Le parcours comporte de 18 à 25 portes matérialisées par des fiches bicolores (blanche et verte ou blanche et rouge)sur une distance d'un minimum de 250 mètres et d'un maximum de 400 mètres. Selon la couleur de la porte, elle doit être prise dans le sens de la rivière (porte blanche et verte) ou en remontant la rivière (porte blanche et rouge). Les portes doivent être exécutées dans l'ordre des numéros affichés. Le parcours doit contenir 6 ou 7 portes en remontées.

## Format de la compétition
Lors des séries, chaque concurrente bénéficie de deux manches pour réaliser le meilleur temps possible. Les 12 athlètes ayant le meilleur temps, se qualifient pour les demi-finales. Lors de celles-ci, les athlètes auront une seule tentative pour réaliser l'un des 8 meilleurs temps et se qualifier pour la finale. La finale se compose d'une tentative supplémentaire et le classement des médailles est établi en additionnant le score total des demi-finales et de la finale de chaque concurrente.

## Programme
Tous les temps correspondent à l'UTC+1
| Date                  | Horaire            | Manche       |
| --------------------- | ------------------ | ------------ |
| Lundi 30 juillet 2012 | 14 h 12 et 16 h 24 | Séries       |
| Jeudi 2 août 2012     | 14 h 12            | Demi-finales |
| Jeudi 2 août 2012     | 15 h 57            | Finale       |

## Résultats
| Rang | Nom                   | Pays               | Qualifications | Qualifications | Qualifications | Qualifications | Demi-finale | Demi-finale | Finale   | Finale |
| Rang | Nom                   | Pays               | Manche 1       | Manche 2       | Meilleur       | Rang           | Temps       | Rang        | Temps    | Rang   |
| ---- | --------------------- | ------------------ | -------------- | -------------- | -------------- | -------------- | ----------- | ----------- | -------- | ------ |
| 1    | Émilie Fer            | France             | 112 s 77       | 106 s 46       | 106 s 46       | 10             | 109 s 73    | 3           | 105 s 90 | 1      |
| 2    | Jessica Fox           | Australie          | 165 s 36       | 100 s 33       | 100 s 33       | 4              | 112 s 63    | 8           | 106 s 51 | 2      |
| 3    | Maialen Chourraut     | Espagne            | 98 s 75        | 107 s 91       | 98 s 75        | 1              | 108 s 34    | 2           | 106 s 87 | 3      |
| 4    | Štěpánka Hilgertová   | République tchèque | 101 s 50       | 100 s 75       | 100 s 75       | 5              | 114 s 10    | 9           | 109 s 16 | 4      |
| 5    | Jasmin Schornberg     | Allemagne          | 106 s 27       | 102 s 14       | 102 s 14       | 8              | 112 s 25    | 7           | 110 s 97 | 5      |
| 6    | Jana Dukátová         | Slovaquie          | 105 s 14       | 101 s 37       | 101 s 37       | 6              | 110 s 48    | 4           | 111 s 60 | 6      |
| 7    | Natalia Pacierpnik    | Pologne            | 110 s 58       | 102 s 38       | 102 s 38       | 9              | 107 s 79    | 1           | 115 s 08 | 7      |
| 8    | Corinna Kuhnle        | Autriche           | 160 s 06       | 101 s 77       | 101 s 77       | 7              | 111 s 07    | 5           | 119 s 30 | 8      |
| 9    | Marta Kharitonova     | Russie             | 108 s 85       | 109 s 77       | 108 s 85       | 13             | 111 s 44    | 6           | 120 s 91 | 9      |
| 10   | Hannah Craig          | Irlande            | 117 s 07       | 108 s 99       | 108 s 99       | 14             | 116 s 12    | 10          | 127 s 36 | 10     |
|      |                       |                    |                |                |                |                |             |             |          |        |
| 11   | Li Jingjing           | Chine              | 108 s 53       | 111 s 22       | 108 s 53       | 12             | 117 s 02    | 11          | NC       | NC     |
| 12   | Lizzie Neave          | Grande-Bretagne    | 101 s 95       | 98 s 92        | 98 s 92        | 2              | 117 s 30    | 12          | NC       | NC     |
| 13   | Eva Terčelj           | Slovénie           | 107 s 17       | 107 s 57       | 107 s 17       | 11             | 117 s 36    | 13          | NC       | NC     |
| 14   | Luuka Jones           | Nouvelle-Zélande   | 109 s 23       | 258 s 69       | 109 s 23       | 15             | 121 s 41    | 14          | NC       | NC     |
| 15   | Maria Clara Giai Pron | Italie             | 99 s 66        | 112 s 65       | 99 s 66        | 3              | 176 s 61    | 15          | NC       | NC     |
|      |                       |                    |                |                |                |                |             |             |          |        |
| 16   | Ana Satila            | Brésil             | 179 s 92       | 110 s 83       | 110 s 83       | 16             | NC          | NC          | NC       | NC     |
| 17   | Caroline Queen        | États-Unis         | 117 s 05       | 136 s 23       | 117 s 05       | 17             | NC          | NC          | NC       | NC     |
| 18   | Ella Nicholas         | Îles Cook          | 118 s 69       | 118 s 29       | 118 s 29       | 18             | NC          | NC          | NC       | NC     |
| 19   | Moe Kaifuchi          | Japon              | 171 s 63       | 121 s 29       | 121 s 29       | 19             | NC          | NC          | NC       | NC     |
| 20   | Elise Chabbey         | Suisse             | 162 s 92       | 126 s 46       | 126 s 46       | 20             | NC          | NC          | NC       | NC     |
| 21   | Jihane Samlal         | Maroc              | 174 s 09       | 276 s 32       | 174 s 09       | 21             | NC          | NC          | NC       | NC     |

 Qualifiés pour les demi-finales

## Photogalerie

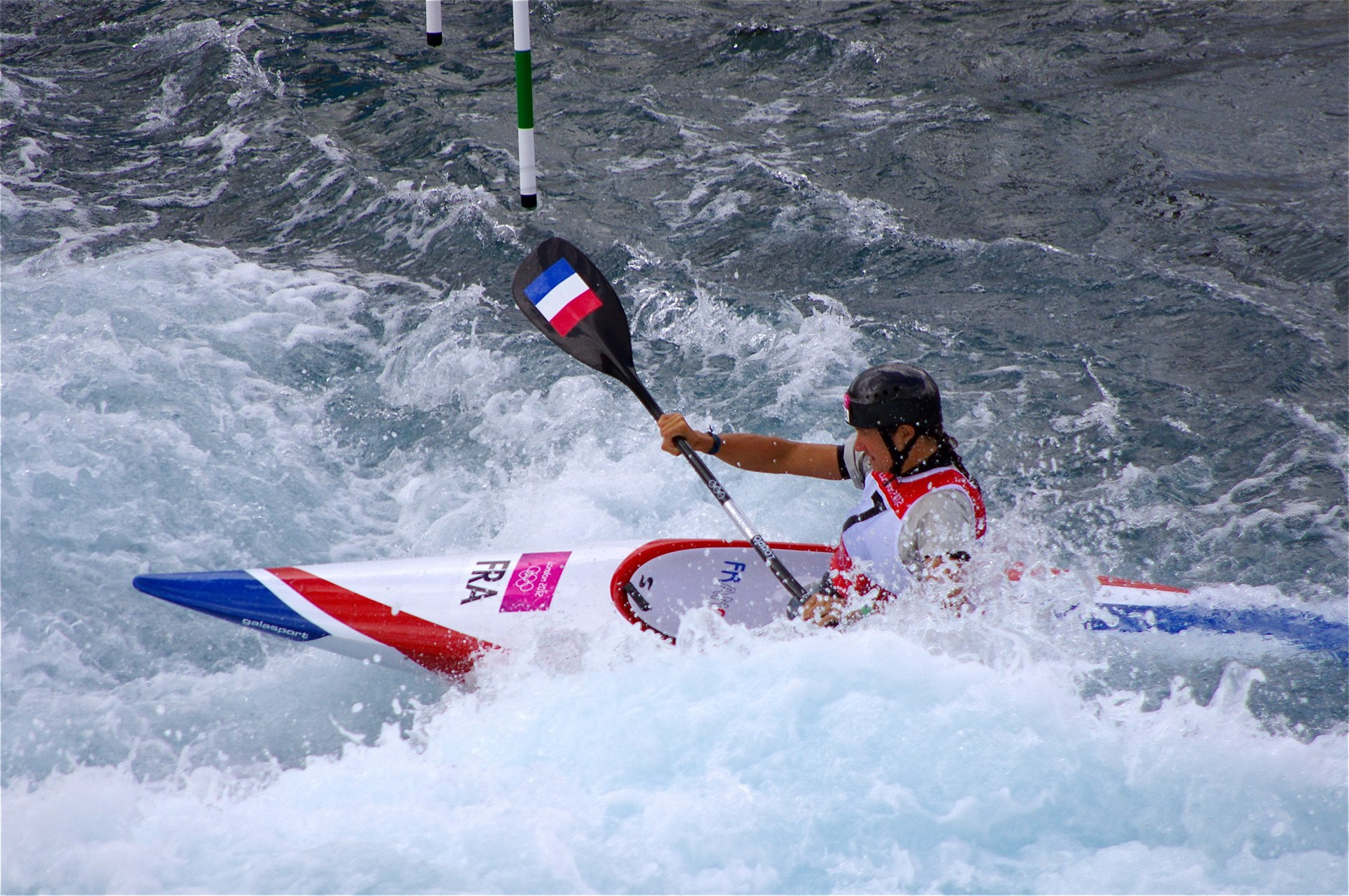
Émilie Fer
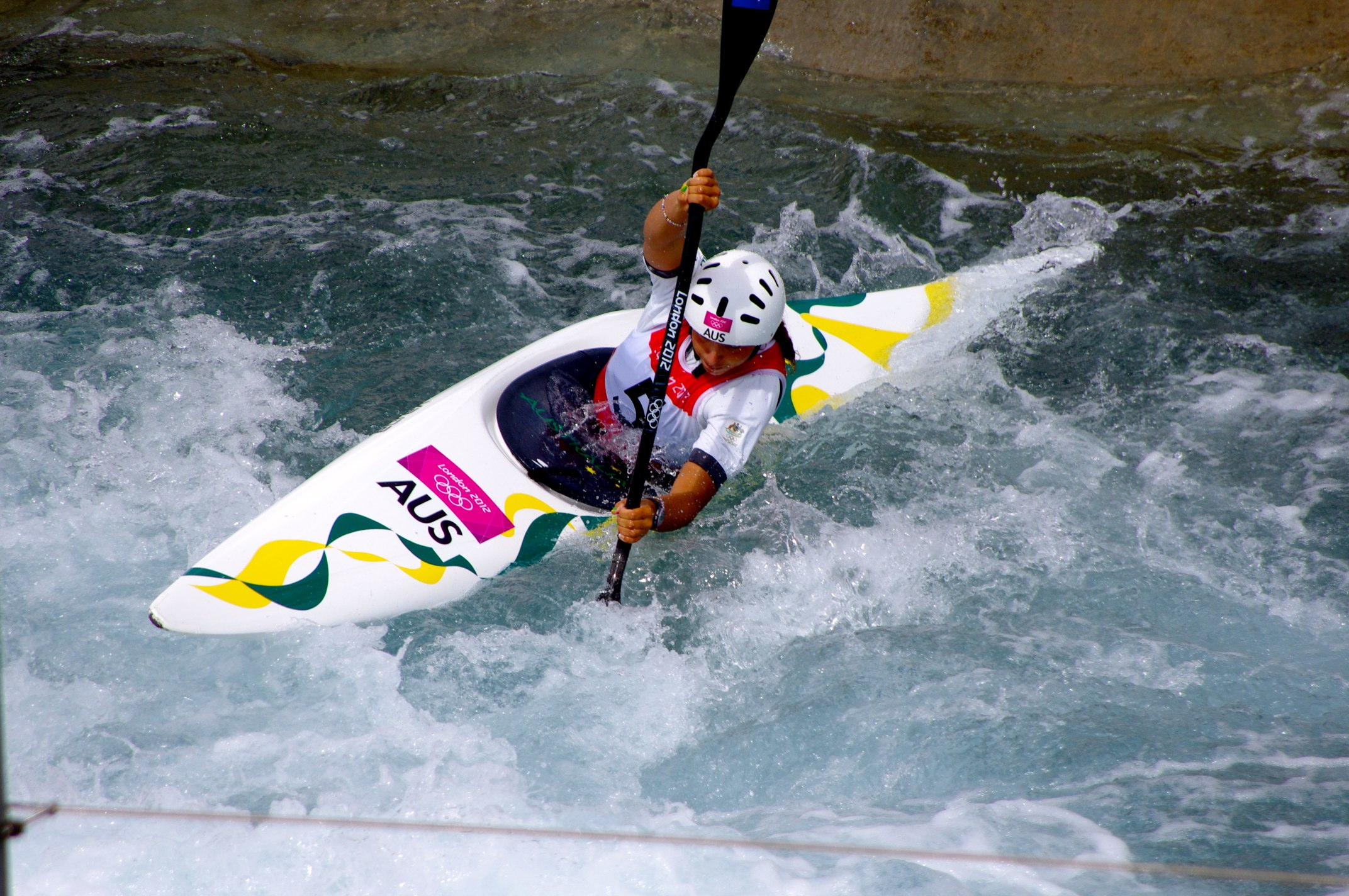
Jessica Fox
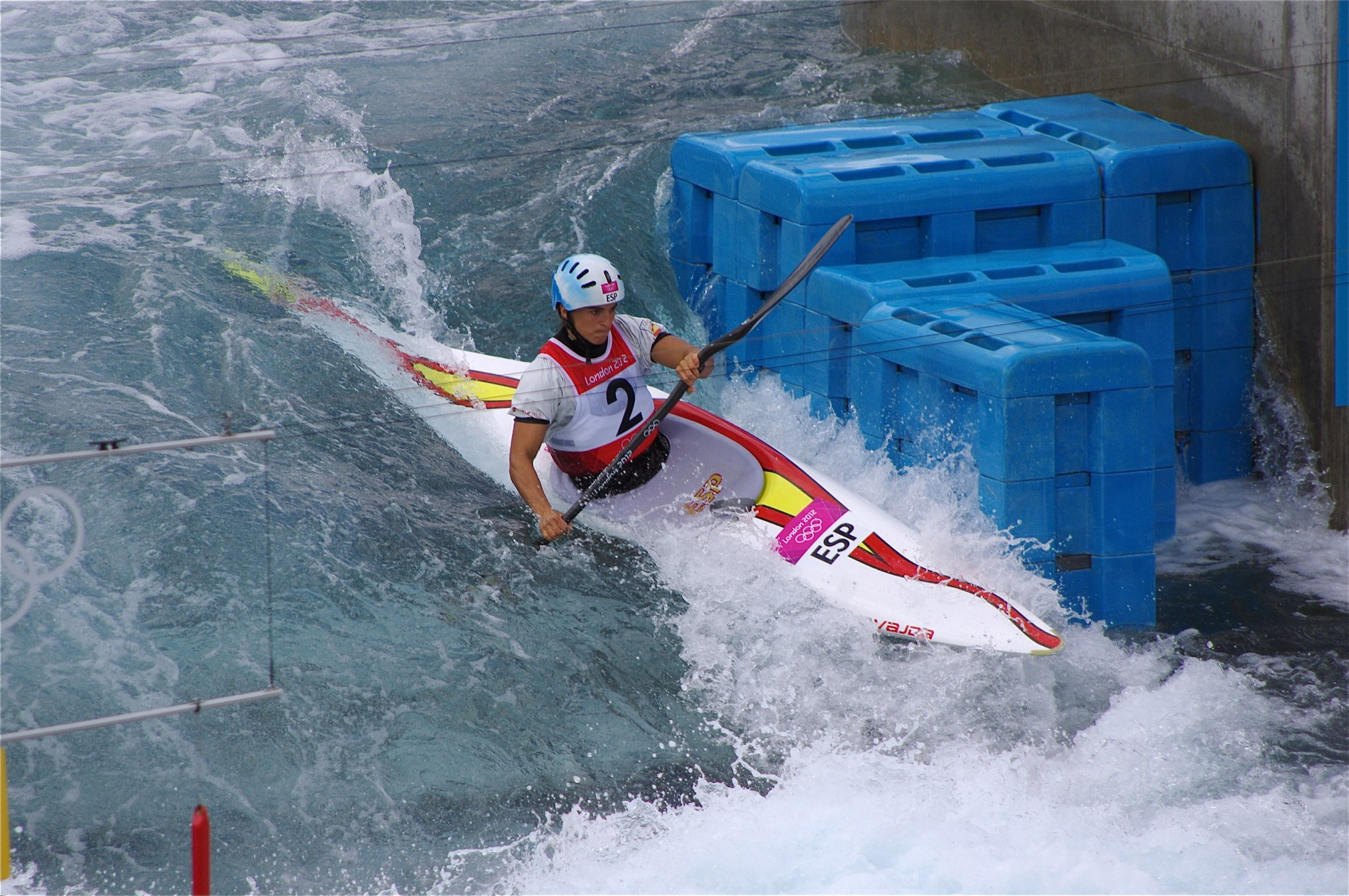
Maialen Chourraut
Štěpánka Hilgertová
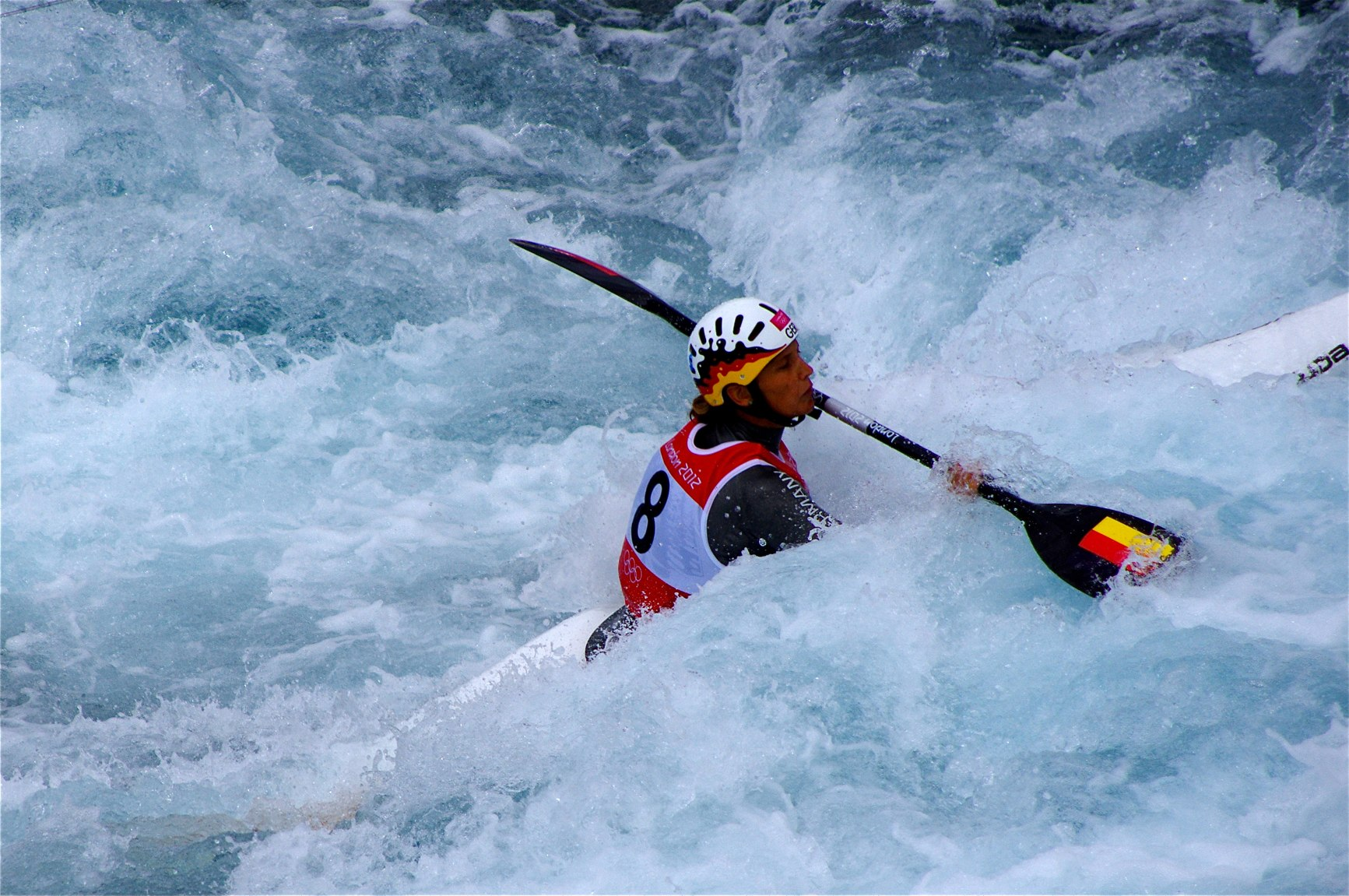
Jasmin Schornberg
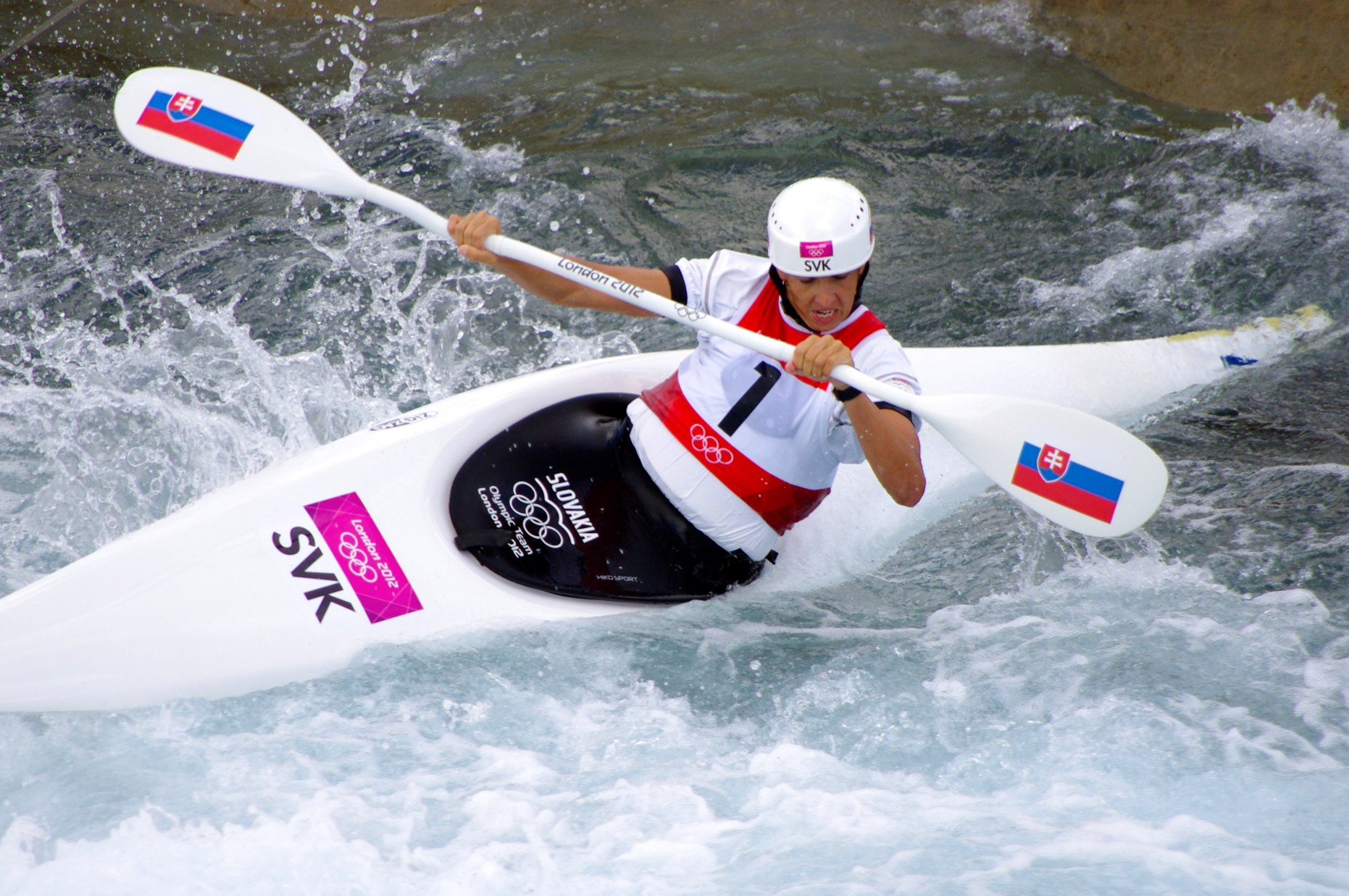
Jana Dukátová
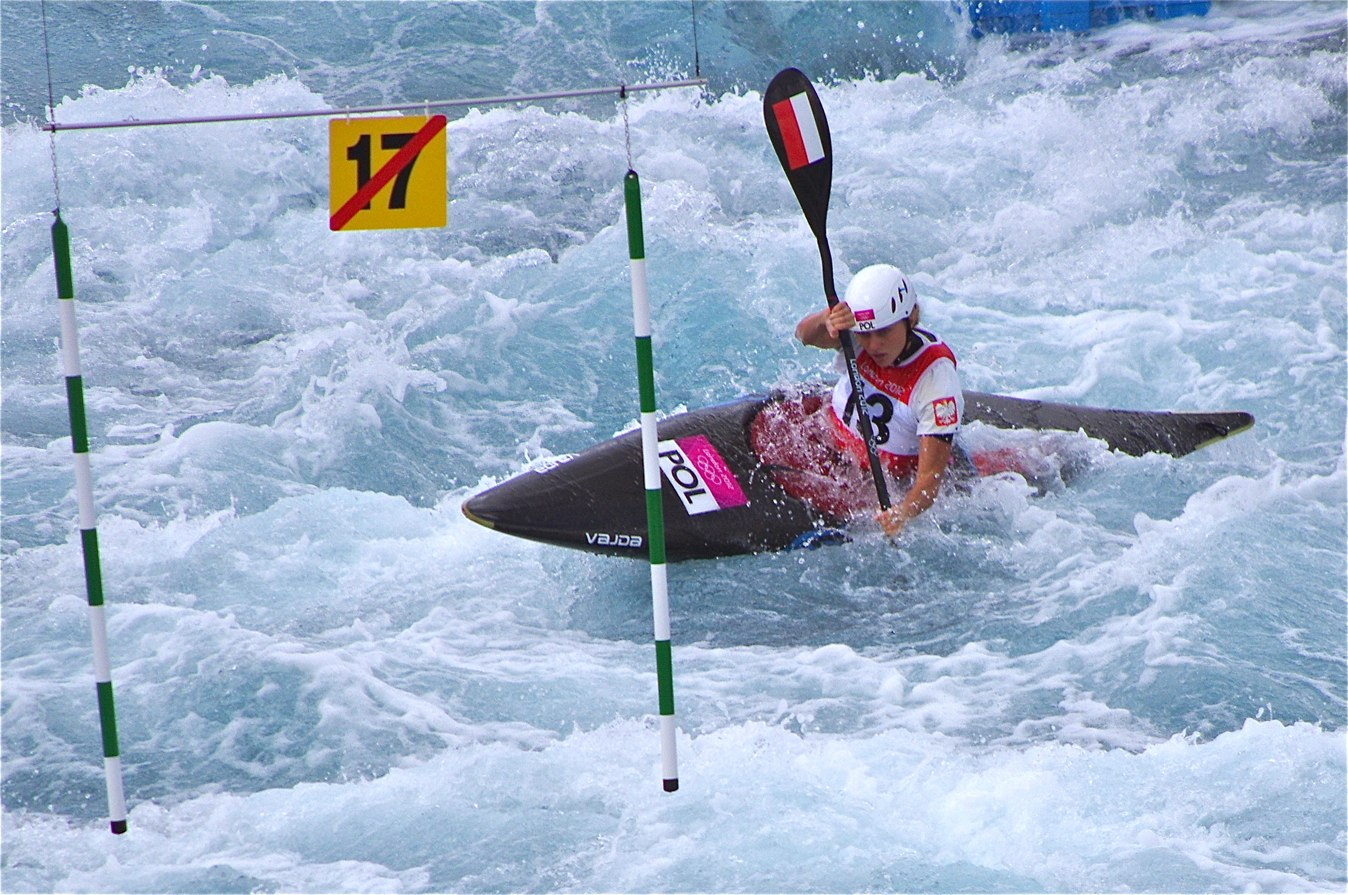
Natalia Pacierpnik
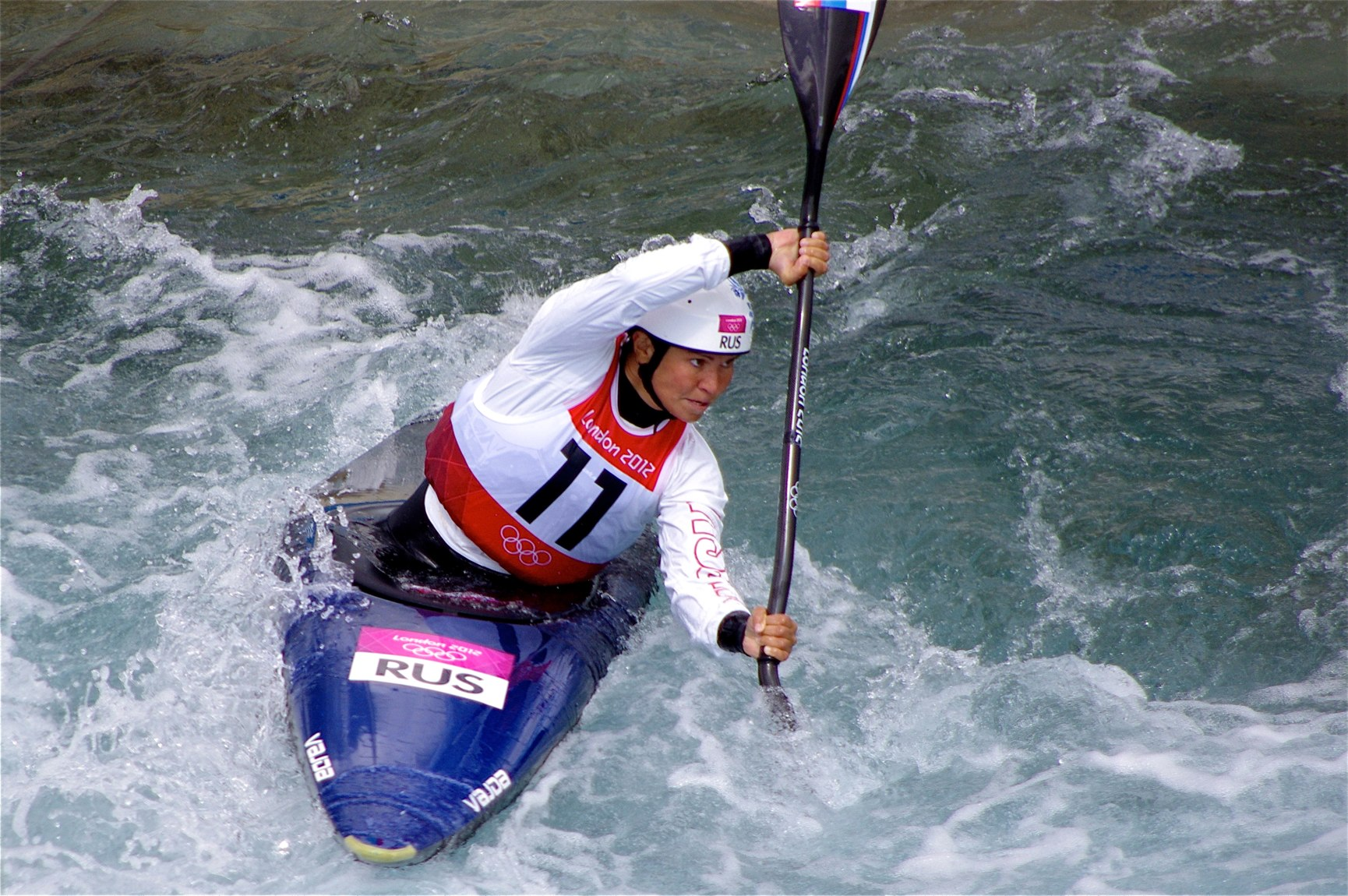
Marta Kharitonova
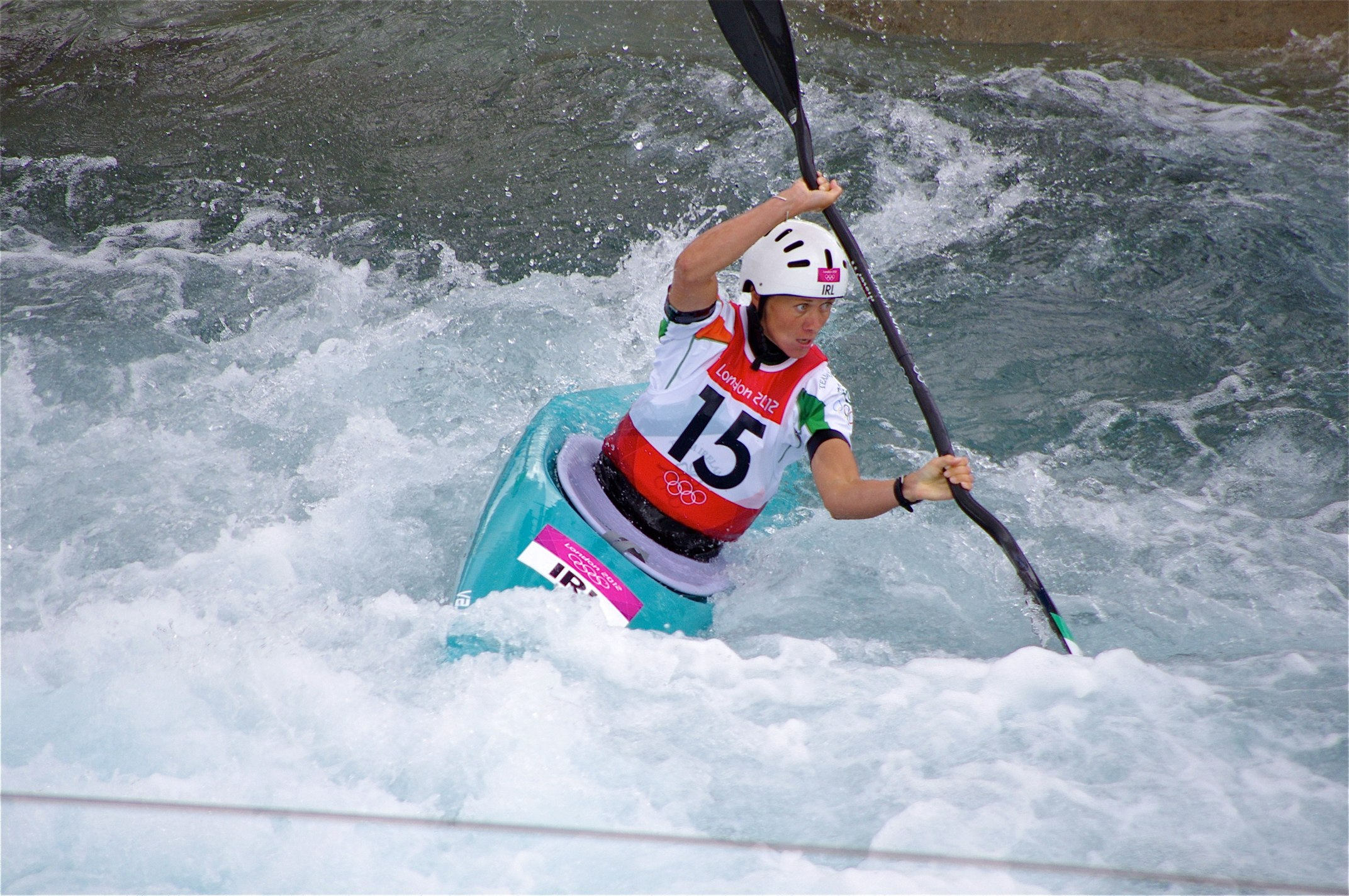
Hannah Craig
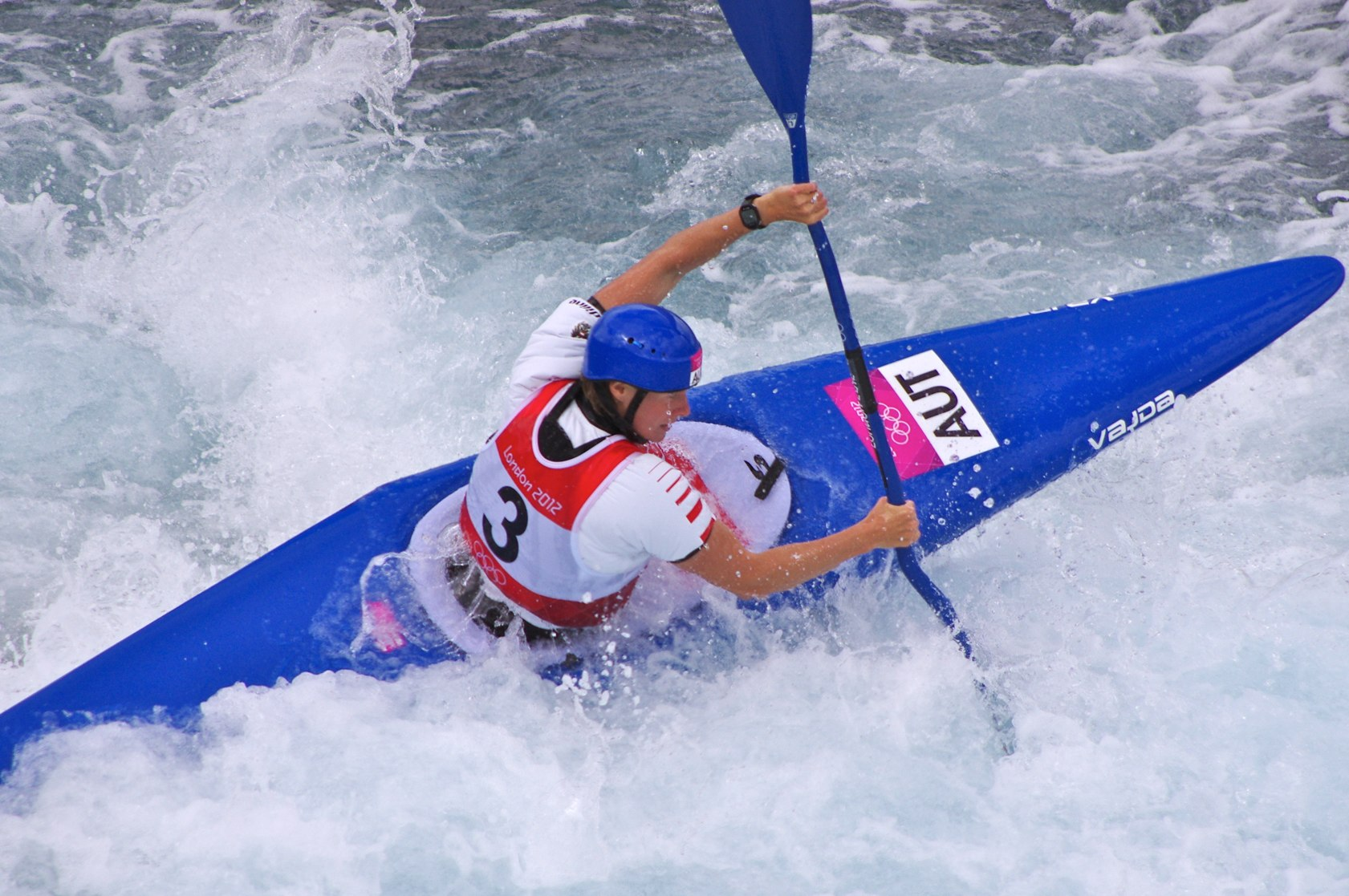
Corinna Kuhnle
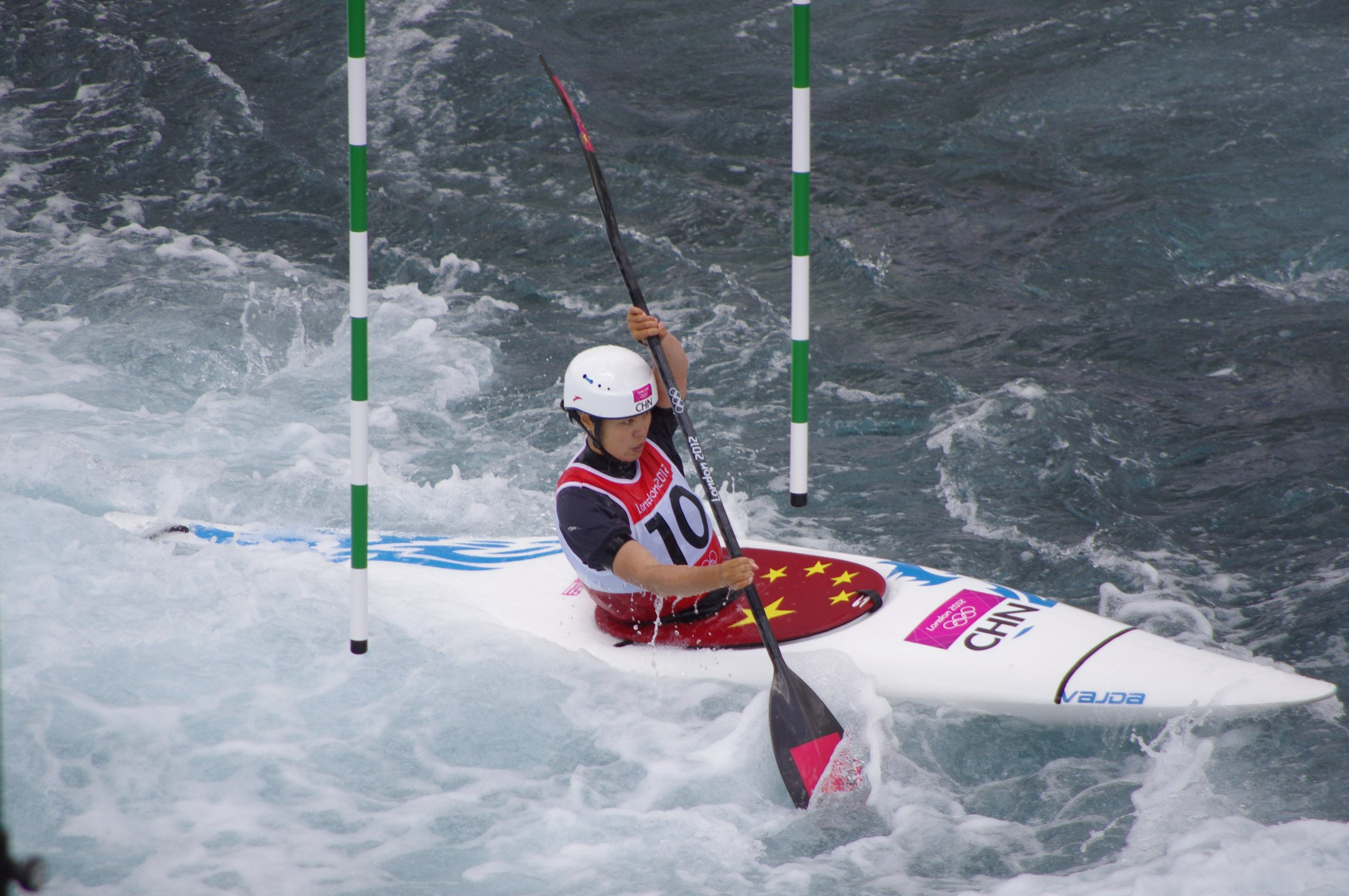
Li Jingjing
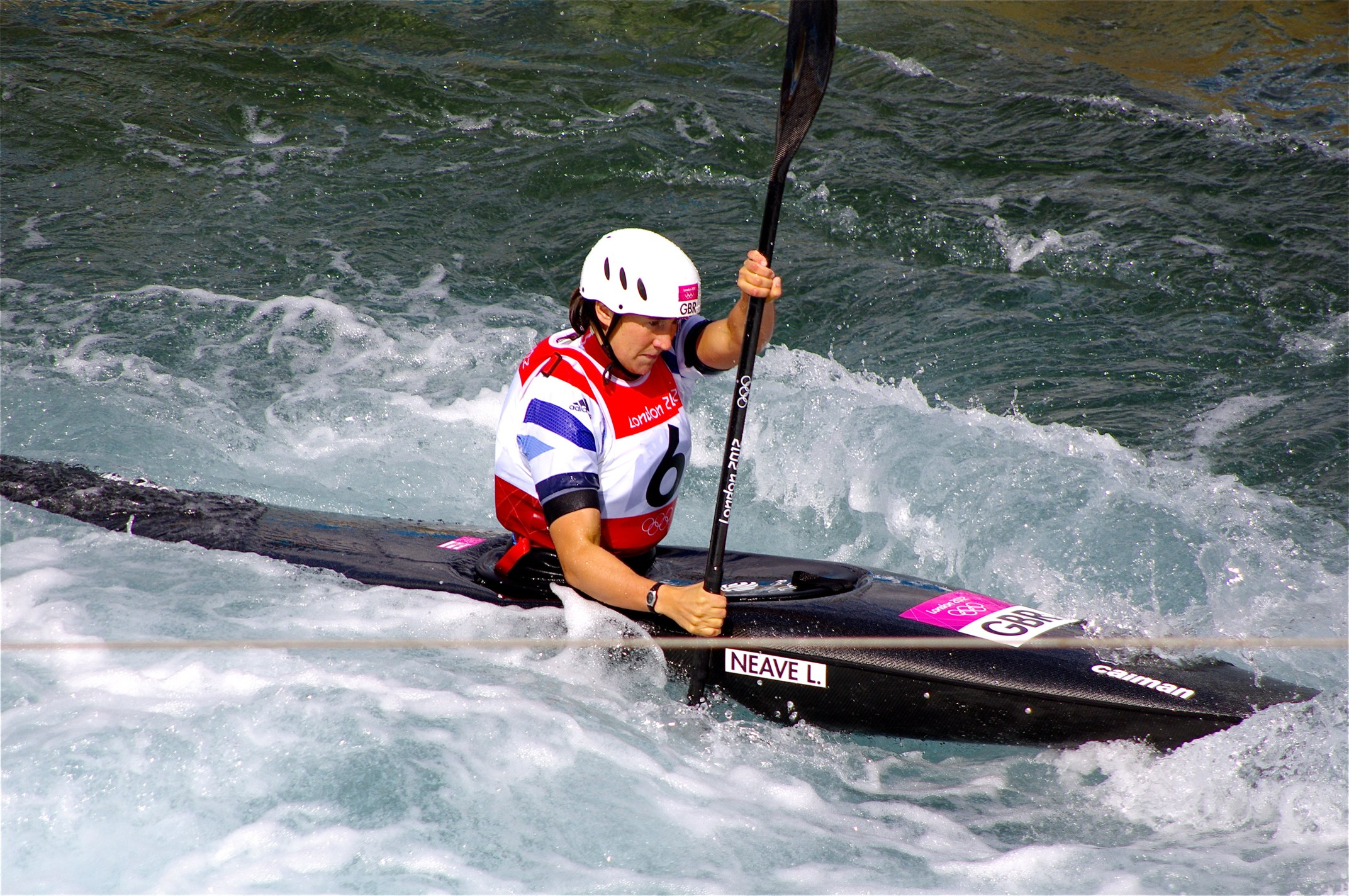
Lizzie Neave
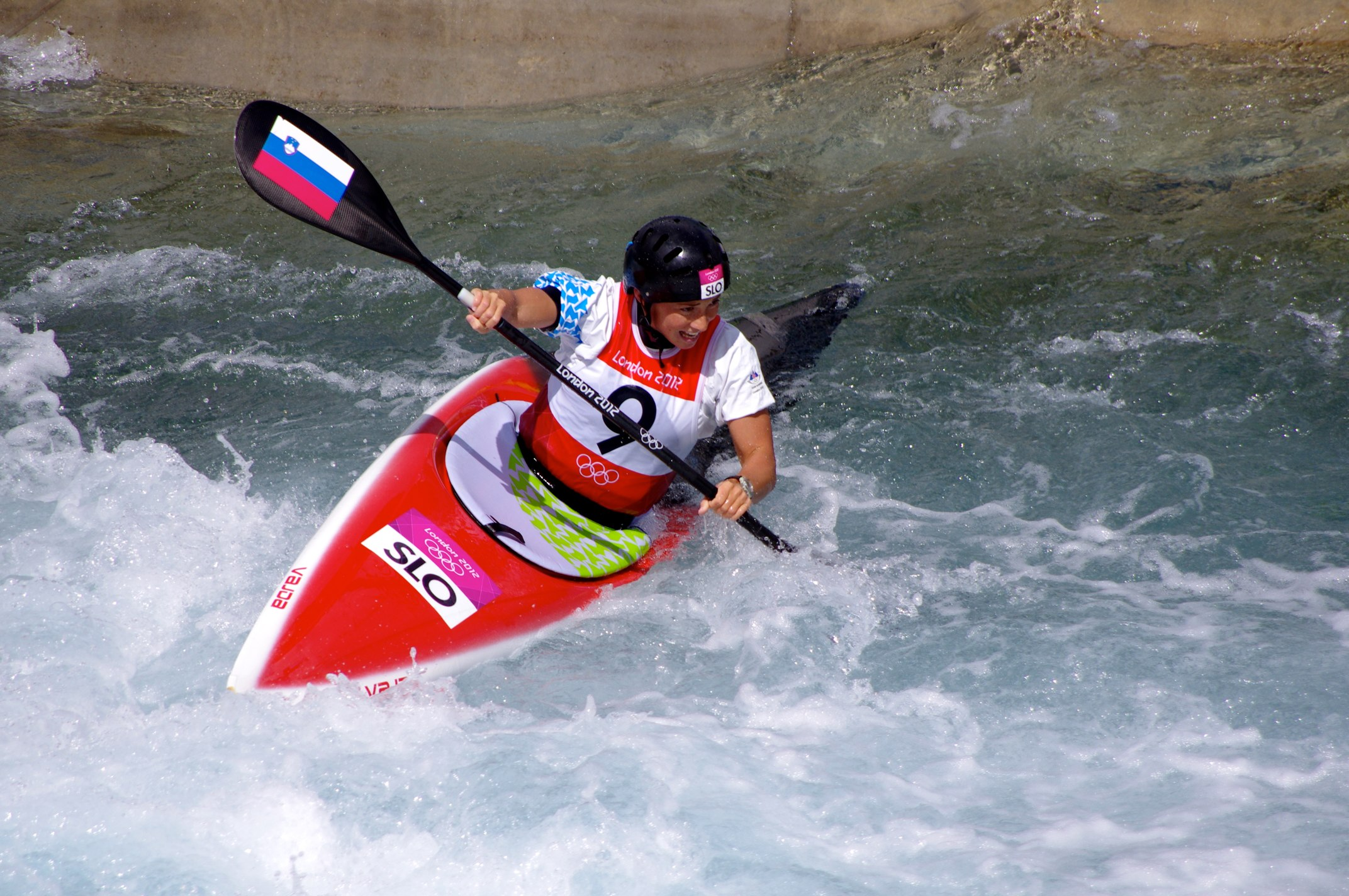
Eva Terčelj
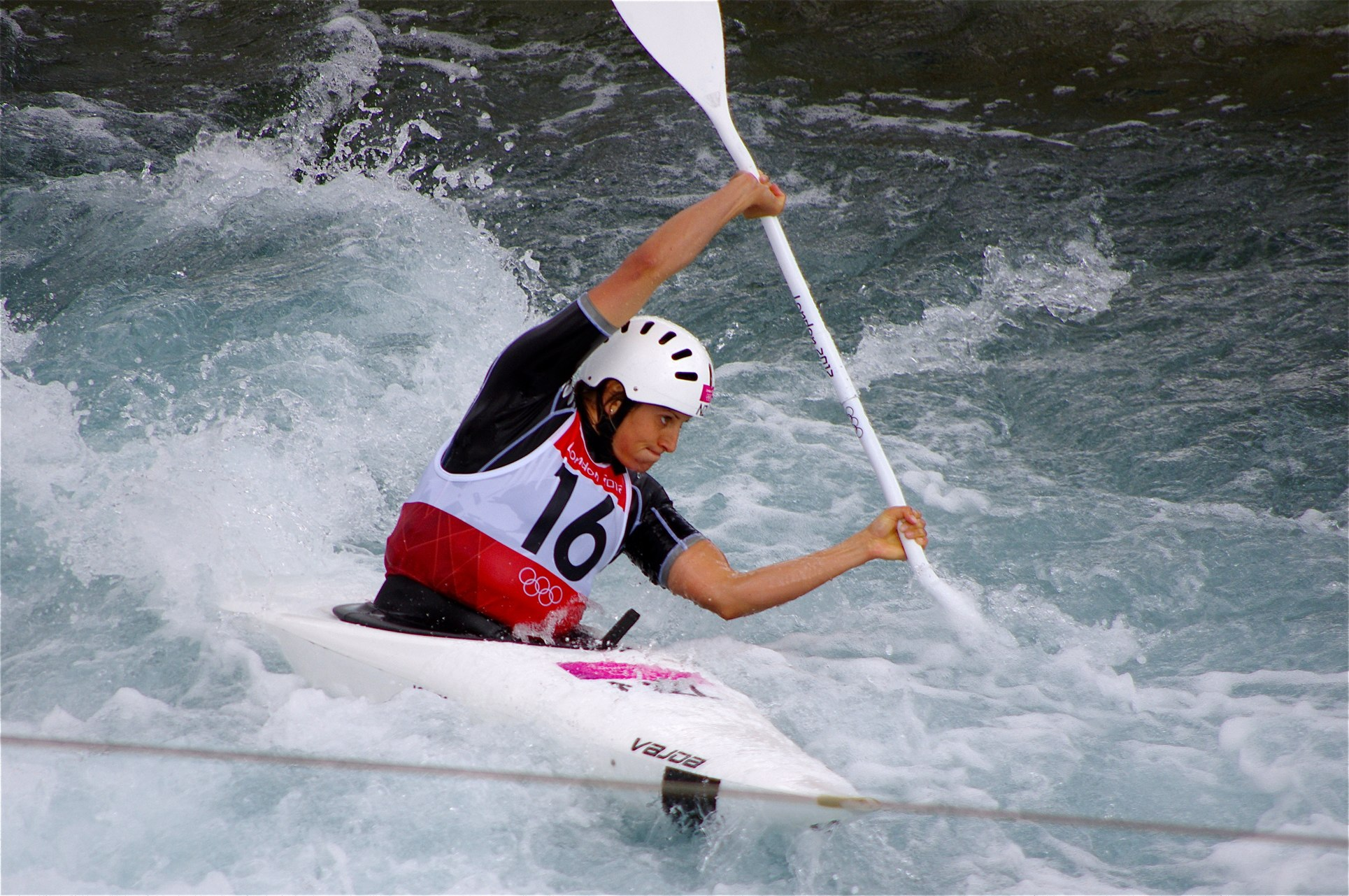
Luuka Jones
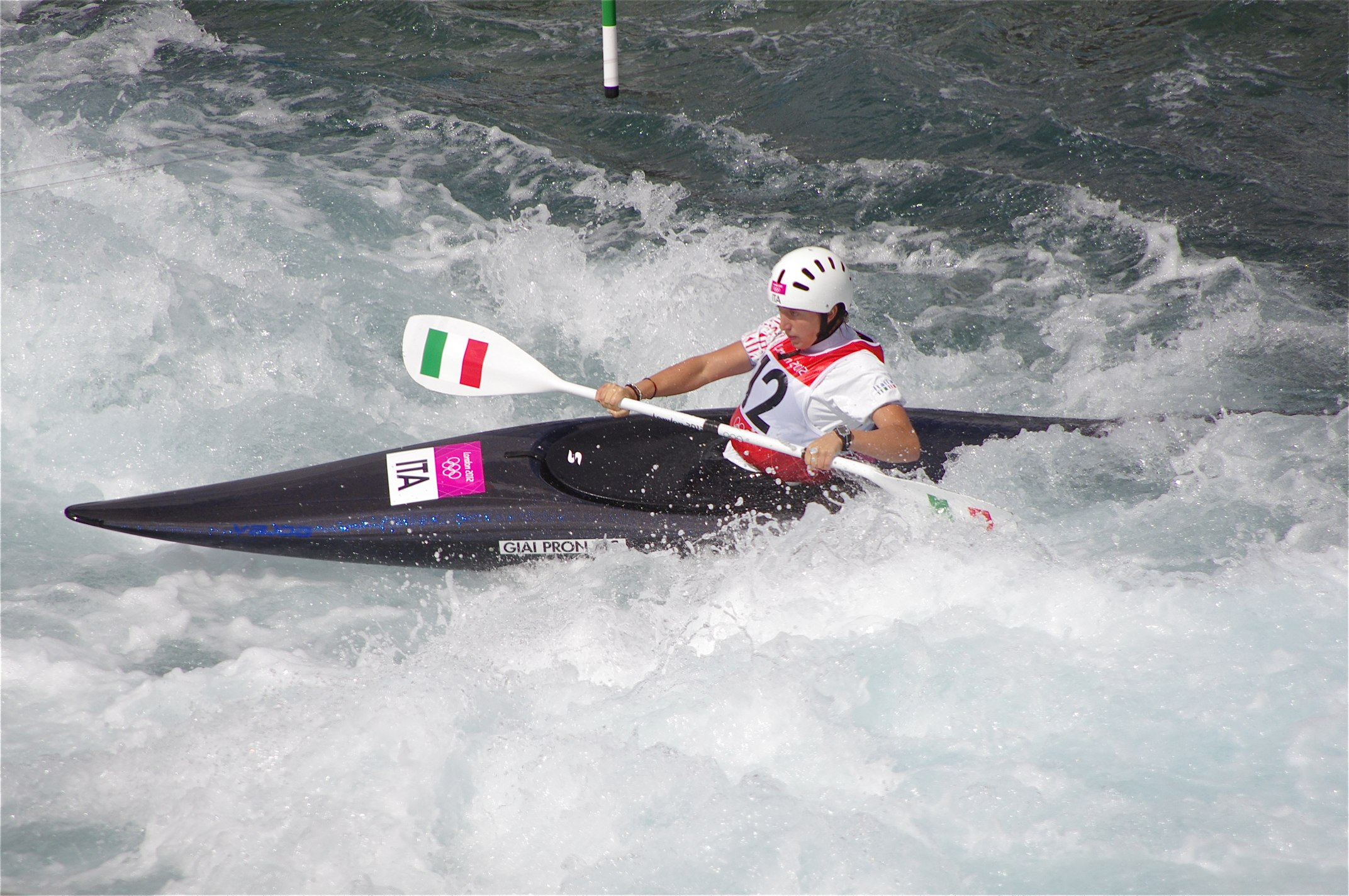
Maria Clara Giai Pron

## Sources
- Le site officiel du Comité international olympique
- Site officiel de Londres 2012
- (en) Programme des compétitions